# Moratória da pena de morte
Moratória da pena de morte é a suspensão temporária ou indefinida da aplicação da pena de morte em um país ou jurisdição, mesmo que esta ainda esteja prevista na legislação vigente. Essa prática pode ser adotada por decisão governamental, judicial ou por força de tratados internacionais, com o objetivo de suspender as execuções enquanto se avaliam reformas legais ou políticas relacionadas à pena de morte.

## Histórico e Contexto
Muitos países adotaram moratórias como etapas intermediárias rumo à abolição total da pena de morte. Essa prática tem sido comum desde o final do século XX, acompanhando o aumento dos movimentos internacionais de direitos humanos. Em 18 de novembro de 2024, a Terceira Comissão da Assembleia Geral das Nações Unidas aprovou uma resolução sobre a moratória contra a pena de morte com 131 votos a favor, 36 contra, 21 abstenções e 5 ausentes. Este foi um resultado histórico, refletindo uma mudança de perspectiva em muitos países. Países como Zâmbia, Quênia e Zimbábue votaram a favor da moratória, sinalizando uma crescente dinâmica abolicionista na África Subsariana.

## Exemplos de Países com Moratória
- Cazaquistão: Após uma moratória de cerca de 20 anos, o Cazaquistão aboliu oficialmente a pena de morte em 2021. O presidente Kassym-Jomart Tokayev assinou o Segundo Protocolo Facultativo ao Pacto Internacional sobre Direitos Civis e Políticos, comprometendo-se com a abolição da pena capital no país.[3]

- Quirguistão: Em 1998, o presidente Askar Akayev estabeleceu uma moratória de dois anos, que posteriormente foi renovada anualmente. Em 2007, a pena de morte foi oficialmente abolida no país.[4]

- Mongólia: Em 2009, o presidente Tsakhiagiin Elbegdorj anunciou que passaria a usar sua prerrogativa para perdoar todas as pessoas condenadas à morte. Essa decisão foi um passo importante rumo à abolição da pena de morte, que foi formalmente realizada em 2016.[5]

## Implicações Jurídicas e Sociais
A moratória pode refletir pressões internas e externas, influenciando a reputação internacional do país e sua conformidade com tratados internacionais, como o Segundo Protocolo Facultativo do Pacto Internacional sobre Direitos Civis e Políticos.